# Markus Reich (Pädagoge)

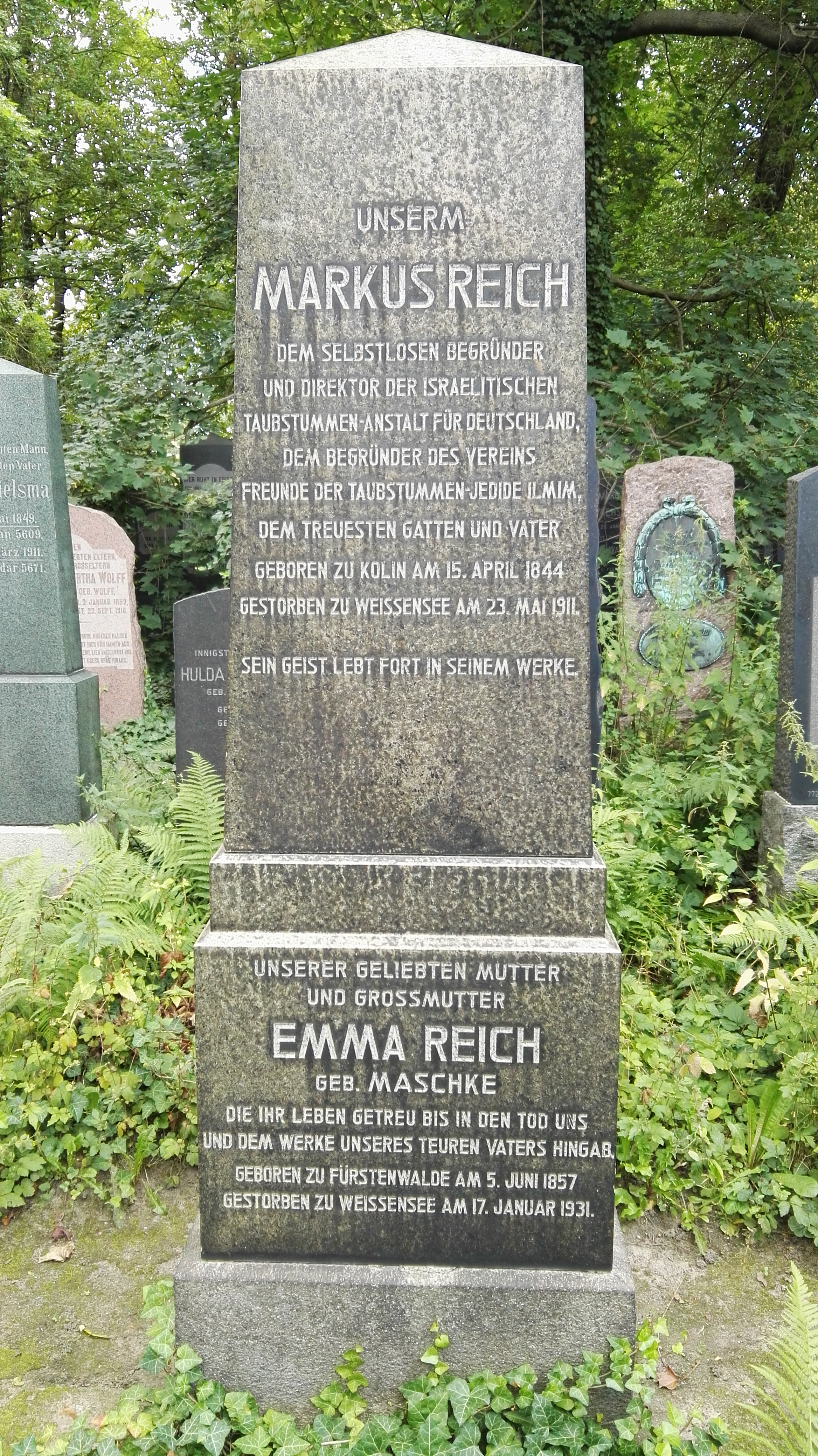
Grabstätte von Markus und Emma Reich

Markus Reich (* 15. April 1844 in Kolín; † 23. Mai 1911 in Berlin) war ein deutscher jüdischer Pädagoge.

## Leben
Markus Reich gründete 1873 in Fürstenwalde/Spree die Israelitische Taubstummenanstalt für Deutschland. Der Verein wurde von den Freunden der Taubstummen (Jedide Ilmin) getragen. Bis 1943 betreute die Anstalt in der Parkstraße 22 in Berlin-Weißensee etwa 50 Kinder und Jugendliche. Seine Schwester Anna Reich (1852–1911) betreute die Mädchenabteilung der Anstalt. Sein Sohn Felix Reich (1885–1964) war ab 1919 Leiter der Taubstummenanstalt. Dessen Tochter Inge heiratete 1949 den Lehrer Dr. Walter Isaacson, den geschiedenen Ehemann der Journalistin und Autorin Lucie Schachne.
Sein Ehrengrab befindet sich auf dem Jüdischen Friedhof Berlin-Weißensee. 1995 wurde der Vorplatz am Haupteingang des Jüdischen Friedhofs Weißensee nach ihm Markus Reich-Platz benannt.